# Estonia na Zimowych Igrzyskach Olimpijskich 2010

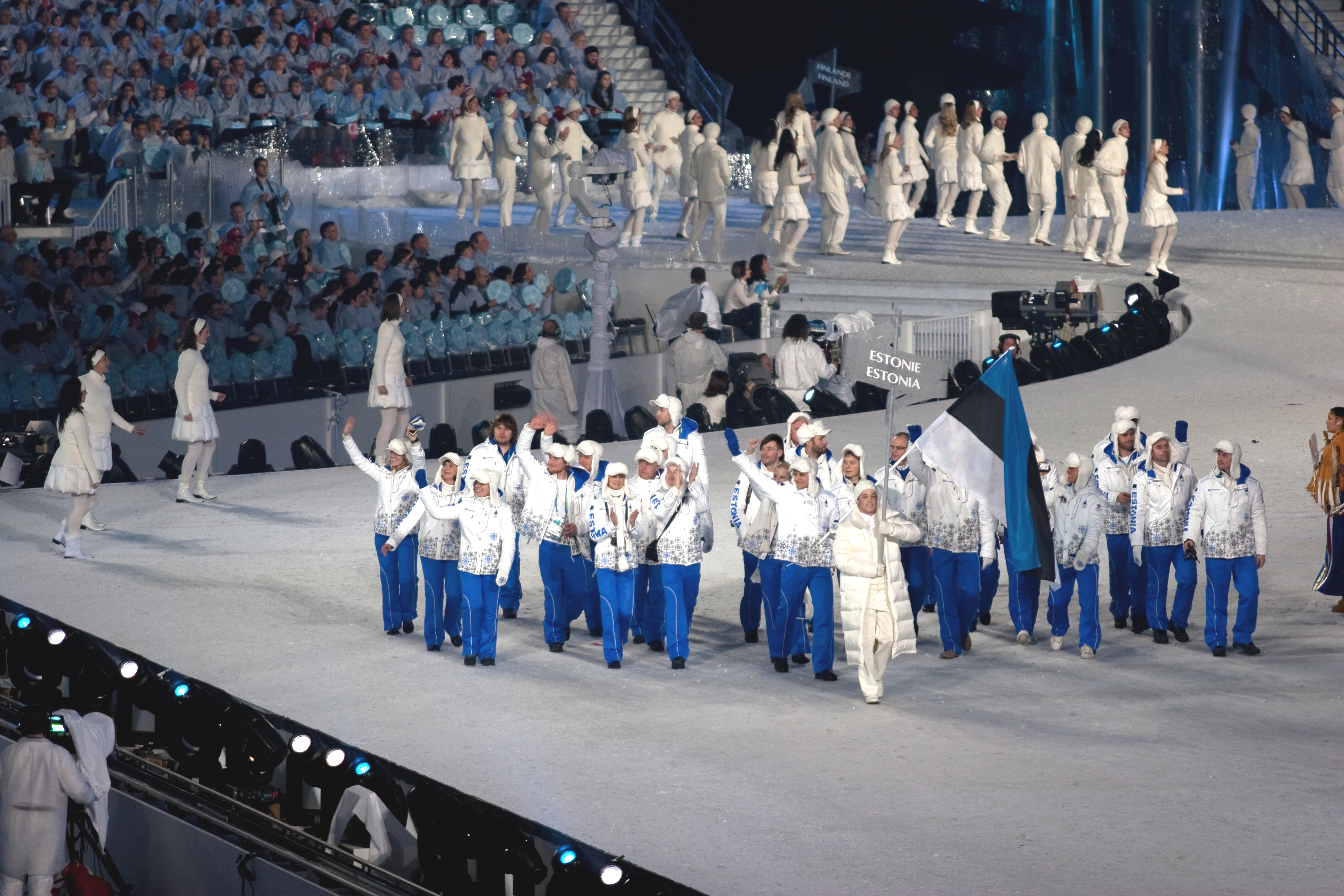
Reprezentacja Estonii podczas ceremonii otwarcia igrzysk olimpijskich w Vancouver

Estonia na Zimowych Igrzyskach Olimpijskich 2010 – trzydziestoosobowa kadra sportowców reprezentujących Estonię na igrzyskach w 2010 roku w Vancouver.
W reprezentacji znalazło się osiemnastu mężczyzn i dwanaście kobiet. Wzięli oni udział w 26 konkurencjach w czterech dyscyplinach sportowych – biathlonie, biegach narciarskich, łyżwiarstwie figurowym i narciarstwie alpejskim. Jedyny medal dla reprezentacji Estonii wywalczyła Kristina Šmigun-Vähi w biegu indywidualnym kobiet na 10 km techniką dowolną.
Najmłodszą reprezentantką w kadrze była łyżwiarka Irina Štork (16 lat i 319 dni), natomiast najstarszym – biegacz Andrus Veerpalu (39 lat i 21 dni).
Rolę chorążego reprezentacji podczas ceremonii otwarcia igrzysk pełnił biathlonista Roland Lessing, a podczas ceremonii zamknięcia – biegaczka Kristina Šmigun-Vähi.
Był to ósmy start Estonii na zimowych igrzyskach olimpijskich i trzeci z rzędu, podczas którego Estończycy zdobyli medal olimpijski. Reprezentacja Estonii w Vancouver była najliczniejszą w dotychczasowych startach tego państwa w zimowych igrzyskach olimpijskich.

## Tło startu

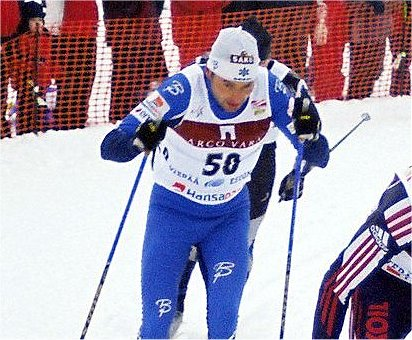
Andrus Veerpalu

Estoński Komitet Olimpijski został oficjalnie powołany w 1923 roku w Tallinnie. W 1991 roku został zatwierdzony przez Międzynarodowy Komitet Olimpijski.
Reprezentacja Estonii zadebiutowała w zimowych igrzyskach olimpijskich w 1928 roku. Pierwszymi zimowymi igrzyskami, podczas których Estończycy zdobyli medale, były igrzyska w 2002 roku w Salt Lake City. Wówczas estońscy biegacze narciarscy – Andrus Veerpalu i Jaak Mae zdobyli łącznie trzy medale, po jednym z każdego kruszcu. Cztery lata później w Turynie Estończycy również wywalczyli trzy medale, jednak wszystkie złote. Dwa złota olimpijskie zdobyła Kristina Šmigun, a jedno Andrus Veerpalu.
W listopadzie 2009 roku Hanno Pevkur, minister spraw społecznych Estonii zapowiedział, że wszyscy członkowie estońskiej delegacji olimpijskiej zostaną objęci obowiązkowymi szczepieniami przeciwko świńskiej grypie.
W styczniu 2010 roku Estoński Komitet Olimpijski oficjalnie zatwierdził narodową kadrę olimpijską. Poza trzydziestoosobową kadrą sportowców w skład delegacji weszło 33 członków sztabu szkoleniowo-przygotowawczego. Medaliści z Turynu – Šmigun-Vähi i Veerpalu byli wymieniani jako główni estońscy pretendenci do zdobycia medali olimpijskich w Vancouver. Przed rozpoczęciem igrzysk byli estońscy olimpijczycy – Taivo Kuus, Priit Narusk, Raul Olle, Janno Prants, Silja Suija, Hillar Zahkna i Aivo Udras – przewidywali, że Estończycy zdobędą co najmniej trzy medale olimpijskie.
Oficjalne stroje estońskiej delegacji olimpijskiej w Vancouver zostały zaprojektowane przez firmę Monton Fashion. Ubiór składał się z białych czapek i kurtek, niebieskich spodni oraz czarnych butów. Na przedniej części kurtek widniały czarne i niebieskie wzory, a na ramieniu niebieski napis „Estonia” oraz estońska flaga narodowa. Stroje estońskiej delegacji, wspólnie ze strojami reprezentacji Czech, Azerbejdżanu, Bermudów, Szwajcarii i Kanady, zostały wyróżnione jako jedne z najlepszych z zaprezentowanych podczas ceremonii otwarcia igrzysk.
Z okazji igrzysk w Vancouver Bank Estonii wydał srebrne monety okolicznościowe o wartości 10 koron estońskich, a estońska poczta – znaczki pocztowe o wartości 9 koron / 58 eurocentów, zaprojektowane przez Triin Heimann. Po zakończeniu igrzysk wydawnictwo z Tallinna opublikowało również książkę poświęconą startom Estończyków na igrzyskach w Vancouver, napisaną we współpracy z narodowym komitetem olimpijskim.

## Skład reprezentacji
Spośród piętnastu dyscyplin sportowych, które Międzynarodowy Komitet Olimpijski włączył do kalendarza igrzysk, reprezentacja Estonii wzięła udział w czterech. Dwoje Estończyków wystąpiło w konkurencjach alpejskich, dziewięcioro w biathlonie, czternaścioro w biegach narciarskich i pięcioro w łyżwiarstwie figurowym.
Piętnaścioro z estońskich olimpijczyków z Vancouver wystąpiło także na poprzednich igrzyskach, które odbyły się w Turynie. Było to czworo biathlonistów, ośmioro biegaczy, jedna łyżwiarka figurowa i dwoje alpejczyków. Kristina Šmigun-Vähi broniła w Vancouver tytułów mistrzyni olimpijskiej w biegu indywidualnym i biegu łączonym, a Andrus Veerpalu w biegu indywidualnym. Poza tym w Turynie miejsca w czołowej dziesiątce zajęli: Jaak Mae (5. w biegu indywidualnym), Anti Saarepuu (8. w sprincie indywidualnym), Kristina Šmigun (8. w biegu masowym) oraz męska sztafeta biegaczy: Aivar Rehemaa, Andrus Veerpalu, Jaak Mae, Kaspar Kokk (8. miejsce).
| Biathlon (9)              |                      |                     |                        |                     |                     |                     |                     |        |
| Zawodnik                  | Data urodzenia       | Miejsca na ZIO 2006 | Miejsca na ZIO 2006    | Miejsca na ZIO 2006 | Miejsca na ZIO 2006 | Miejsca na ZIO 2006 | Miejsca na ZIO 2006 | Źródło |
| Zawodnik                  | Data urodzenia       | sprint              | bieg pościgowy         | bieg masowy         | bieg indywidualny   | sztafeta            | sztafeta            | Źródło |
| Sirli Hanni               | 27 października 1985 | –                   | –                      | –                   | –                   | –                   | –                   | [ 15 ] |
| Martten Kaldvee           | 30 kwietnia 1986     | –                   | –                      | –                   | –                   | –                   | –                   | [ 16 ] |
| Kauri Kõiv                | 25 lipca 1983        | –                   | –                      | –                   | –                   | –                   | –                   | [ 17 ] |
| Kadri Lehtla              | 3 maja 1985          | –                   | –                      | –                   | –                   | –                   | –                   | [ 18 ] |
| Roland Lessing            | 14 kwietnia 1978     | 58                  | 51                     | –                   | 62                  | 15                  | 15                  | [ 19 ] |
| Eveli Saue                | 13 lutego 1984       | 47                  | DNF                    | –                   | 73                  | –                   | –                   | [ 20 ] |
| Indrek Tobreluts          | 5 kwietnia 1976      | 40                  | 43                     | –                   | 66                  | 15                  | 15                  | [ 21 ] |
| Kristel Viigipuu          | 19 sierpnia 1990     | –                   | –                      | –                   | –                   | –                   | –                   | [ 22 ] |
| Priit Viks                | 7 stycznia 1982      | –                   | –                      | –                   | 74                  | 15                  | 15                  | [ 23 ] |
| Biegi narciarskie (14)    |                      |                     |                        |                     |                     |                     |                     |        |
| Zawodnik                  | Data urodzenia       | Miejsca na ZIO 2006 | Miejsca na ZIO 2006    | Miejsca na ZIO 2006 | Miejsca na ZIO 2006 | Miejsca na ZIO 2006 | Miejsca na ZIO 2006 | Źródło |
| Zawodnik                  | Data urodzenia       | ind. sprint dowolna | druż. sprint klasyczna | ind. klasyczna      | ind. łączony        | ind. masowy         | sztafeta            | Źródło |
| Kein Einaste              | 22 lutego 1985       | –                   | –                      | –                   | –                   | –                   | –                   | [ 24 ] |
| Algo Kärp                 | 13 kwietnia 1985     | –                   | –                      | –                   | –                   | –                   | –                   | [ 25 ] |
| Kaspar Kokk               | 3 sierpnia 1982      | –                   | –                      | 35                  | 19                  | –                   | 8                   | [ 26 ] |
| Peeter Kümmel             | 11 kwietnia 1982     | 38                  | –                      | –                   | –                   | –                   | –                   | [ 27 ] |
| Jaak Mae                  | 25 lutego 1972       | –                   | –                      | 5                   | –                   | –                   | 8                   | [ 28 ] |
| Tatjana Mannima           | 10 stycznia 1980     | 41                  | –                      | 51                  | –                   | 41                  | 17                  | [ 29 ] |
| Triin Ojaste              | 14 marca 1990        | –                   | –                      | –                   | –                   | –                   | –                   | [ 30 ] |
| Aivar Rehemaa             | 28 września 1982     | 54                  | –                      | –                   | 32                  | 35                  | 8                   | [ 31 ] |
| Anti Saarepuu             | 26 marca 1983        | 8                   | 14                     | –                   | –                   | –                   | –                   | [ 32 ] |
| Timo Simonlatser          | 17 maja 1986         | –                   | –                      | –                   | –                   | –                   | –                   | [ 33 ] |
| Kristina Šmigun-Vähi      | 23 lutego 1977       | –                   | –                      | 1                   | 1                   | 8                   | –                   | [ 34 ] |
| Karel Tammjärv            | 25 maja 1989         | –                   | –                      | –                   | –                   | –                   | –                   | [ 35 ] |
| Kaija Udras               | 4 grudnia 1986       | –                   | –                      | –                   | –                   | –                   | –                   | [ 36 ] |
| Andrus Veerpalu           | 8 lutego 1971        | –                   | –                      | 1                   | –                   | –                   | 8                   | [ 37 ] |
| Łyżwiarstwo figurowe (5)  |                      |                     |                        |                     |                     |                     |                     |        |
| Zawodnik                  | Data urodzenia       | Miejsca na ZIO 2006 | Miejsca na ZIO 2006    | Miejsca na ZIO 2006 | Miejsca na ZIO 2006 | Miejsca na ZIO 2006 | Miejsca na ZIO 2006 | Źródło |
| Zawodnik                  | Data urodzenia       | soliści/solistki    | soliści/solistki       | pary taneczne       | pary taneczne       | pary sportowe       | pary sportowe       | Źródło |
| Ilja Glebow               | 22 lipca 1987        | –                   | –                      | –                   | –                   | –                   | –                   | [ 38 ] |
| Jelena Glebowa            | 16 czerwca 1989      | 28                  | 28                     | –                   | –                   | –                   | –                   | [ 39 ] |
| Taavi Rand                | 17 lipca 1992        | –                   | –                      | –                   | –                   | –                   | –                   | [ 40 ] |
| Maria Sergejewa           | 28 października 1992 | –                   | –                      | –                   | –                   | –                   | –                   | [ 41 ] |
| Irina Štork               | 7 kwietnia 1993      | –                   | –                      | –                   | –                   | –                   | –                   | [ 42 ] |
| Narciarstwo alpejskie (2) |                      |                     |                        |                     |                     |                     |                     |        |
| Zawodnik                  | Data urodzenia       | Miejsca na ZIO 2006 | Miejsca na ZIO 2006    | Miejsca na ZIO 2006 | Miejsca na ZIO 2006 | Miejsca na ZIO 2006 | Miejsca na ZIO 2006 | Źródło |
| Zawodnik                  | Data urodzenia       | zjazd               | supergigant            | slalom gigant       | slalom              | kombinacja          | kombinacja          | Źródło |
| Tiiu Nurmberg             | 5 stycznia 1982      | –                   | –                      | 34                  | 44                  | –                   | –                   | [ 43 ] |
| Deyvid Oprja              | 17 lutego 1982       | –                   | –                      | DNF                 | –                   | –                   | –                   | [ 44 ] |

### Statystyki według dyscyplin
| Lp      | Sport                 | Mężczyźni | Kobiety | Łącznie |
| ------- | --------------------- | --------- | ------- | ------- |
| 1       | Biathlon              | 5         | 4       | 9       |
| 2       | Biegi narciarskie     | 10        | 4       | 14      |
| 3       | Łyżwiarstwo figurowe  | 2         | 3       | 5       |
| 4       | Narciarstwo alpejskie | 1         | 1       | 2       |
| Łącznie | Łącznie               | 18        | 12      | 30      |

## Zdobyte medale
| Medal  | Zawodnik             | Dyscyplina        | Konkurencja                                        | Data           |
| ------ | -------------------- | ----------------- | -------------------------------------------------- | -------------- |
| srebro | Kristina Šmigun-Vähi | biegi narciarskie | bieg indywidualny kobiet na 10 km techniką dowolną | 15 lutego 2010 |

## Wyniki

### Biathlon
Na igrzyskach w Vancouver wystąpiło dziewięcioro estońskich biathlonistów – pięciu mężczyzn i cztery kobiety. Wśród mężczyzn najwyższe miejsce w konkurencjach indywidualnych osiągnął Priit Viks w biegu indywidualnym na 20 kilometrów, w którym zajął 20. miejsce ze stratą 3 minut i 15,6 sekundy do zwycięzcy – Emila Hegle Svendsena. Wśród kobiet najwyższej sklasyfikowana została Eveli Saue w biegu indywidualnym na 15 kilometrów – 42. miejsce ze stratą 4 minut i 35,1 sekundy do Tory Berger.
W Vancouver wystąpiły także estońskie sztafety kobiet i mężczyzn. Estonki zajęły 18. pozycję w sztafecie 4x6 km (strata 8 minut i 19,2 sekundy do Rosjanek), wyprzedzając jedynie sztafetę łotewską, a Estończycy – 14. miejsce w sztafecie 4x7,5 km (strata 6 minut i 38,4 sekundy do Norwegów) wśród 19 sklasyfikowanych zespołów.
| Konkurencja                        | Zawodnik                                              | Wynik                                     | Wynik                                   | Miejsce |
| Konkurencja                        | Zawodnik                                              | Czas                                      | Pudła                                   | Miejsce |
| ---------------------------------- | ----------------------------------------------------- | ----------------------------------------- | --------------------------------------- | ------- |
| Sprint kobiet – 7,5 km             | Sirli Hanni                                           | 23:57,8                                   | 2+0                                     | 79.     |
| Sprint kobiet – 7,5 km             | Kadri Lehtla                                          | 22:34,2                                   | 2+0                                     | 64.     |
| Sprint kobiet – 7,5 km             | Eveli Saue                                            | 22:23,3                                   | 2+1                                     | 55.     |
| Sprint kobiet – 7,5 km             | Kristel Viigipuu                                      | 23:57,1                                   | 0+2                                     | 83.     |
| Sprint mężczyzn – 10 km            | Martten Kaldvee                                       | 28:07,7                                   | 2+1                                     | 74.     |
| Sprint mężczyzn – 10 km            | Kauri Kõiv                                            | 26:56,0                                   | 1+1                                     | 46.     |
| Sprint mężczyzn – 10 km            | Roland Lessing                                        | 27:26,0                                   | 2+1                                     | 67.     |
| Sprint mężczyzn – 10 km            | Indrek Tobreluts                                      | 26:18,9                                   | 0+1                                     | 31.     |
| Bieg pościgowy kobiet – 10 km      | Eveli Saue                                            | LPD                                       | LPD                                     | LPD     |
| Bieg pościgowy mężczyzn – 12,5 km  | Kauri Kõiv                                            | 37:45,5                                   | 0+1+2+1                                 | 50.     |
| Bieg pościgowy mężczyzn – 12,5 km  | Indrek Tobreluts                                      | 37:29,0                                   | 2+0+2+1                                 | 48.     |
| Bieg indywidualny kobiet – 15 km   | Kadri Lehtla                                          | 45:43,0                                   | 1+0+1+0                                 | 45.     |
| Bieg indywidualny kobiet – 15 km   | Eveli Saue                                            | 45:27,9                                   | 1+0+0+1                                 | 42.     |
| Bieg indywidualny mężczyzn – 20 km | Martten Kaldvee                                       | 57:56,7                                   | 1+1+2+2                                 | 81.     |
| Bieg indywidualny mężczyzn – 20 km | Kauri Kõiv                                            | 53:22,4                                   | 1+0+1+1                                 | 44.     |
| Bieg indywidualny mężczyzn – 20 km | Roland Lessing                                        | 55:29,8                                   | 3+0+1+1                                 | 65.     |
| Bieg indywidualny mężczyzn – 20 km | Priit Viks                                            | 51:38,1                                   | 1+0+0+0                                 | 20.     |
| Sztafeta kobiet – 4x6 km           | Kadri Lehtla Eveli Saue Sirli Hanni Kristel Viigipuu  | 18:49,8 18:15,4 20:06,6 20:43,7 1:17:55,5 | 0+2 0+2 0+1 0+1 1+3 0+1 1+3 0+3 2+9 0+7 | 18.     |
| Sztafeta mężczyzn – 4x7,5 km       | Priit Viks Kauri Kõiv Indrek Tobreluts Roland Lessing | 21:07,1 22:39,6 21:54,3 22:35,5 1:28:16,5 | 0+0 0+3 1+3 0+0 0+1 0+0 2+3 0+0 3+7 0+3 | 14.     |

### Biegi narciarskie
W estońskiej kadrze biegaczy narciarskich znalazło się czternaścioro zawodników – cztery kobiety i dziesięciu mężczyzn. W Vancouver rozegrano dwanaście konkurencji biegowych, z których reprezentanci Estonii wystąpili we wszystkich poza sztafetą kobiet 4x5 km.
Biegaczka Kristina Šmigun-Vähi zdobyła jedyny dla Estonii medal (srebrny) w Vancouver, plasując się na drugim miejscu w biegu indywidualnym na 10 km techniką dowolną. Do zwyciężczyni biegu, Charlotte Kalli, Estonka straciła 6,6 sekundy. Šmigun-Vähi zajęła również 27. miejsce w biegu na 30 km ze startu wspólnego ze stratą 4 minut i 53,5 sekundy do Justyny Kowalczyk. Były to jedyne indywidualne starty estońskich biegaczek, zakończone miejscem wśród trzydziestu najlepszych zawodniczek biegu.
Wśród mężczyzn najlepszy indywidualny start osiągnął Peeter Kümmel w sprincie techniką klasyczną. W biegu ćwierćfinałowym zajął on trzecie miejsce i nie przeszedł do kolejnego etapu rywalizacji. Do wyprzedzenia Kalle Lassili i awansu do półfinałów zabrakło mu 0,2 sekundy. Również w sprincie 25. miejsce zajął inny estoński reprezentant – Timo Simonlatser. Miejsce trzydzieste w biegu masowym na 50 km techniką klasyczną zajął Jaak Mae, który dobiegł do mety z czasem gorszym o 5 minut i 5,8 sekundy od zwycięzcy – Pettera Northuga.
Estończycy wystartowali w trzech konkurencjach drużynowych. Sztafety sprinterskie, zarówno kobiet jak i mężczyzn, zajęły 8. miejsce w swoich biegach i nie awansowały do finału. Estonki zostały ostatecznie sklasyfikowane na 15., a Estończycy na 16. miejscu. W sztafecie 4x10 km mężczyzn zespół estoński zajął ostatnie, 14. miejsce, tracąc do zwycięzców – Szwedów – 6 minut i 35,8 sekundy.
| Konkurencja                                                               | Zawodnik                                     | Kwalifikacje | Kwalifikacje | Ćwierćfinały | Ćwierćfinały | Półfinały | Półfinały | Finały                                    | Finały  |
| Konkurencja                                                               | Zawodnik                                     | Czas         | Miejsce      | Czas         | Miejsce      | Czas      | Miejsce   | Czas                                      | Miejsce |
| ------------------------------------------------------------------------- | -------------------------------------------- | ------------ | ------------ | ------------ | ------------ | --------- | --------- | ----------------------------------------- | ------- |
| Bieg indywidualny kobiet – 10 km techniką dowolną                         | Tatjana Mannima                              | —            | —            | —            | —            | —         | —         | 28:13,0                                   | 57.     |
| Bieg indywidualny kobiet – 10 km techniką dowolną                         | Kristina Šmigun-Vähi                         | —            | —            | —            | —            | —         | —         | 25:05,0                                   | 2.      |
| Bieg indywidualny mężczyzn – 15 km techniką dowolną                       | Aivar Rehemaa                                | —            | —            | —            | —            | —         | —         | 36:13,5                                   | 51.     |
| Bieg indywidualny mężczyzn – 15 km techniką dowolną                       | Karel Tammjärv                               | —            | —            | —            | —            | —         | —         | 37:38,4                                   | 67.     |
| Sprint kobiet – 1,5 km techniką klasyczną                                 | Triin Ojaste                                 | 3:52,31      | 37.          | nq           | nq           | nq        | nq        | nq                                        | 37.     |
| Sprint kobiet – 1,5 km techniką klasyczną                                 | Kaija Udras                                  | 3:51,05      | 31.          | nq           | nq           | nq        | nq        | nq                                        | 31.     |
| Sprint mężczyzn – 1,5 km techniką klasyczną                               | Kein Einaste                                 | 3:59,19      | 59.          | nq           | nq           | nq        | nq        | nq                                        | 59.     |
| Sprint mężczyzn – 1,5 km techniką klasyczną                               | Peeter Kümmel                                | 3:37,99      | 9.           | 3:42,4       | 3.           | nq        | nq        | nq                                        | 9.      |
| Sprint mężczyzn – 1,5 km techniką klasyczną                               | Anti Saarepuu                                | 3:45,44      | 42.          | nq           | nq           | nq        | nq        | nq                                        | 42.     |
| Sprint mężczyzn – 1,5 km techniką klasyczną                               | Timo Simonlatser                             | 3:40,65      | 25.          | 3:43,3       | 6.           | nq        | nq        | nq                                        | 25.     |
| Bieg łączony kobiet – 7,5 km techniką klasyczną + 7,5 km techniką dowolną | Tatjana Mannima                              | —            | —            | —            | —            | —         | —         | 44:24,2                                   | 44.     |
| Bieg łączony kobiet – 7,5 km techniką klasyczną + 7,5 km techniką dowolną | Kristina Šmigun-Vähi                         | —            | —            | —            | —            | —         | —         | DNF                                       | DNF     |
| Bieg łączony kobiet – 7,5 km techniką klasyczną + 7,5 km techniką dowolną | Kaija Udras                                  | —            | —            | —            | —            | —         | —         | DNF                                       | DNF     |
| Bieg łączony mężczyzn – 15 km techniką klasyczną + 15 km techniką dowolną | Kaspar Kokk                                  | —            | —            | —            | —            | —         | —         | 1:22:40,3                                 | 42.     |
| Bieg łączony mężczyzn – 15 km techniką klasyczną + 15 km techniką dowolną | Aivar Rehemaa                                | —            | —            | —            | —            | —         | —         | 1:21:15,8                                 | 37.     |
| Bieg łączony mężczyzn – 15 km techniką klasyczną + 15 km techniką dowolną | Karel Tammjärv                               | —            | —            | —            | —            | —         | —         | 1:23:02,9                                 | 46.     |
| Sztafeta sprinterska kobiet – 6x1,5 km techniką dowolną                   | Triin Ojaste Kaija Udras                     | —            | —            | —            | —            | 20:02,2   | 8.        | nq                                        | 15.     |
| Sztafeta sprinterska mężczyzn – 6x1,6 km techniką dowolną                 | Anti Saarepuu Peeter Kümmel                  | —            | —            | —            | —            | 19:27,6   | 8.        | nq                                        | 16.     |
| Sztafeta mężczyzn – 4x10 km techniką klasyczną                            | Algo Kärp Jaak Mae Aivar Rehemaa Kaspar Kokk | —            | —            | —            | —            | —         | —         | 29:54,6 28:43,4 25:50,0 27:13,2 1:51:41,2 | 14.     |
| Bieg masowy kobiet – 30 km techniką klasyczną                             | Tatjana Mannima                              | —            | —            | —            | —            | —         | —         | 1:40:51,3                                 | 41.     |
| Bieg masowy kobiet – 30 km techniką klasyczną                             | Kristina Šmigun-Vähi                         | —            | —            | —            | —            | —         | —         | 1:35:27,2                                 | 27.     |
| Bieg masowy mężczyzn – 50 km techniką klasyczną                           | Algo Kärp                                    | —            | —            | —            | —            | —         | —         | 2:13:49,6                                 | 41.     |
| Bieg masowy mężczyzn – 50 km techniką klasyczną                           | Jaak Mae                                     | —            | —            | —            | —            | —         | —         | 2:10:41,3                                 | 30.     |
| Bieg masowy mężczyzn – 50 km techniką klasyczną                           | Aivar Rehemaa                                | —            | —            | —            | —            | —         | —         | 2:10:57,6                                 | 34.     |

### Łyżwiarstwo figurowe
W łyżwiarstwie figurowym Estonię reprezentowało pięcioro zawodników. Spośród nich tylko dla Jeleny Glebowej start ten nie był debiutem olimpijskim. Glebowa została sklasyfikowana na 21. miejscu w konkurencji solistek. Wyprzedziła trzy łyżwiarki – Sonię Lafuente z Hiszpanii, Anastasiyę Gimazetdinovą z Uzbekistanu i Tuğbę Karademir z Turcji. Do triumfatorki zawodów – Kim Yu-na – Estonka straciła 94,37 punktu.
W konkurencji par sportowych duet Maria Sergejewa i Ilja Glebow zajął przedostatnie, 19. miejsce, zwyciężając tylko z parą ukraińską. Do zwycięzców – Shen Xue i Zhao Hongbo – stracili 91,67 punktu. W konkurencji par tanecznych Irina Štork i Taavi Rand zajęli ostatnie, 23. miejsce ze stratą 106,39 punktu do pary kanadyjskiej – Tessy Virtue i Scotta Moira.
| Konkurencja   | Zawodnik                    | Taniec obowiązkowy | Taniec obowiązkowy | Program krótki / Taniec oryginalny | Program krótki / Taniec oryginalny | Program dowolny / Taniec dowolny | Program dowolny / Taniec dowolny | Łącznie | Łącznie |
| Konkurencja   | Zawodnik                    | Punkty             | Miejsce            | Punkty                             | Miejsce                            | Punkty                           | Miejsce                          | Punkty  | Miejsce |
| ------------- | --------------------------- | ------------------ | ------------------ | ---------------------------------- | ---------------------------------- | -------------------------------- | -------------------------------- | ------- | ------- |
| Solistki      | Jelena Glebowa              | —                  | —                  | 50,80                              | 20.                                | 83,39                            | 22.                              | 134,19  | 21.     |
| Pary sportowe | Maria Sergejewa Ilja Glebow | —                  | —                  | 42,18                              | 18.                                | 82,72                            | 19.                              | 124,90  | 19.     |
| Pary taneczne | Irina Štork Taavi Rand      | 21,73              | 23.                | 35,21                              | 23.                                | 58,24                            | 23.                              | 115,18  | 23.     |

### Narciarstwo alpejskie
Tak samo jak podczas poprzednich igrzysk, w kadrze Estonii znalazło się dwoje alpejczyków – Tiiu Nurmberg i Deyvid Oprja. Wystąpili oni w slalomie i slalomie gigancie. Nurmberg ukończyła slalom na 42. miejscu wśród 55 sklasyfikowanych zawodniczek. Do zwyciężczyni – Marii Höfl-Riesch – po dwóch zjazdach straciła łącznie 15,1 sekundy. Oprja zakończył slalom gigant na 66. miejscu w gronie 81 sklasyfikowanych zawodników. Do triumfatora zawodów – Carlo Janki – utracił 22,95 sekundy. W pozostałych startach (slalomie mężczyzn i slalomie gigancie kobiet) zawodnicy estońscy nie zostali sklasyfikowani. Oboje nie ukończyli swoich pierwszych przejazdów.
| Konkurencja            | Zawodnik      | Zjazd 1 | Zjazd 1 | Zjazd 2 | Zjazd 2 | Łącznie | Łącznie |
| Konkurencja            | Zawodnik      | Czas    | Miejsce | Czas    | Miejsce | Czas    | Miejsce |
| ---------------------- | ------------- | ------- | ------- | ------- | ------- | ------- | ------- |
| Slalom kobiet          | Tiiu Nurmberg | 58,91   | 52.     | 59,08   | 42.     | 1:57,99 | 42.     |
| Slalom mężczyzn        | Deyvid Oprja  | DNF     | DNF     | —       | —       | DNF     | DNF     |
| Slalom gigant kobiet   | Tiiu Nurmberg | DNF     | DNF     | —       | —       | DNF     | DNF     |
| Slalom gigant mężczyzn | Deyvid Oprja  | 1:29,27 | 74.     | 1:31,51 | 64.     | 3:00,78 | 66.     |

## Sytuacja po zawodach

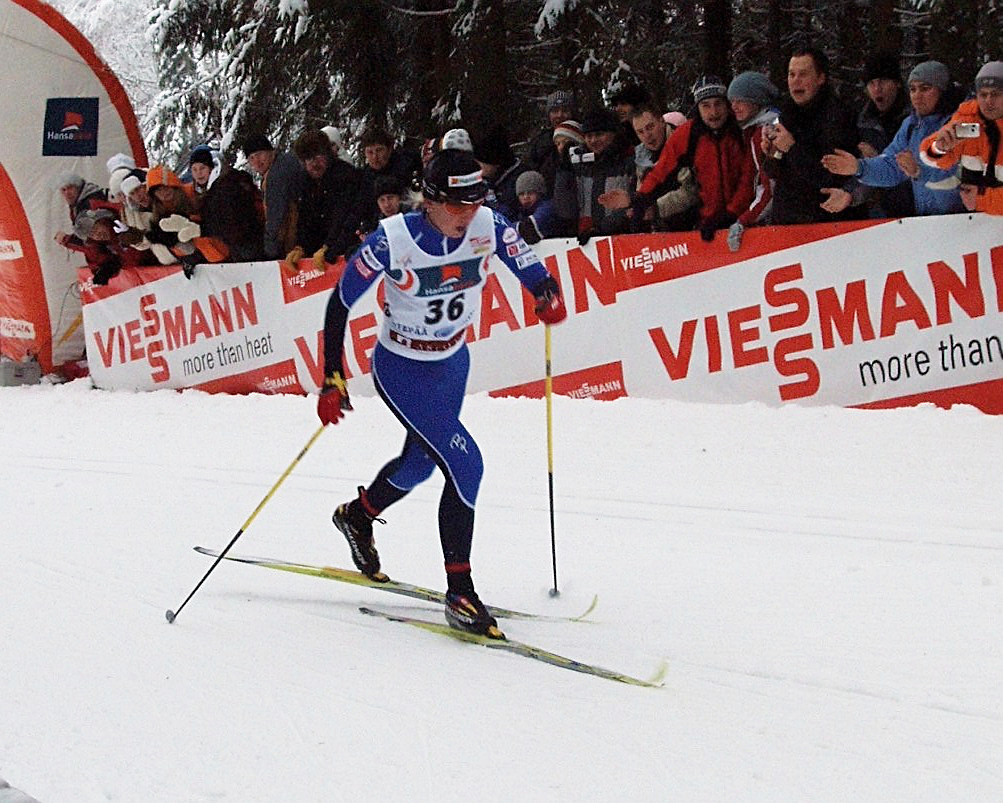
Kristina Šmigun-Vähi

Po zdobyciu srebrnego medalu olimpijskiego Kristina Šmigun-Vähi udzieliła wywiadu, w którym powiedziała:

Jestem niezmiernie szczęśliwa. Czuję wielką radość, że mogę tu być. Bardzo się cieszę, że otrzymałam szansę, aby tutaj wystartować.

W kwietniu 2010 roku estońscy narciarze – Kristina Šmigun-Vähi, Andrus Veerpalu i Jaak Mae oraz główny trener męskiej reprezentacji w biegach narciarskich – Mati Alaver zostali przyjęci przez premiera Estonii – Andrusa Ansipa, który pogratulował zawodnikom wyników osiągniętych na igrzyskach olimpijskich w Vancouver.
Kristina Šmigun-Vähi, która powróciła do uprawiania sportu po urodzeniu dziecka, w lipcu 2010 roku ogłosiła, że ostatecznie zakończy karierę zawodniczą. W grudniu 2010 roku po raz ósmy w karierze została wybrana najlepszą sportsmenką roku w Estonii.